# Boje v Českém Krumlově
Boje v Českém Krumlově se udály v tomto jihočeském městě mezi 30. zářím a 3. říjnem 1938, kdy byli českoslovenští občané, úřady a vojáci napadáni nacistickými ozbrojenci, kteří se snažili převzít moc nad městem před oficiálním datem vyklizení města československou brannou mocí.

## Předehra
Český Krumlov byl čelním městem v blízkosti československého systému opevnění proti Německu na jihu Čech.
V roce 1937 dokonce navštívil město a zámek prezident Dr. Edvard Beneš, který zde slavnostně převzal od tehdejší hlavy krumlovsko-hlubocké větve a vlastníka zámku JUDr. Adolfa Schwarzenberga 1 000 000 Kčs na dokončení obrany před vzrůstající nacistickou hrozbou. Město mělo být jedním z důležitých center v případě vypuknutí války s Německem.
30. září vstoupil v platnost Mnichovský diktát, načež měla Československá republika během následujícího týdne nacistickému Německu podstoupit všechna svá území s převažujícím německy mluvícím obyvatelstvem.

## Průběh bojů
Po oznámení Mnichovské dohody ve sdělovacích prostředcích, začali nacističtí ozbrojenci obsazovat město. Již 30. září zaútočili na městský úřad, československé jednotky však získaly Vnitřní město zpět pod kontrolu. Následně byl však proveden ústup a několik československých vojáků bylo zajato.
1. října pak byla v Českých Budějovicích zformována úderná jednotka z tamního pluku a ženistů, kteří k večeru dorazili ke Krumlovu za účelem osvobození zajatých vojáků a obyvatelstva. Útok na město byl podporován třemi lehkými tanky vz. 35 a obrněným vlakem.
Nejtěžší boje proběhly u Budějovické brány, která byla ostřelována československými tanky. Přestože se ofenzíva proti nacistickým ozbrojencům vyvíjela pozitivně, v momentě, kdy bylo zajištěno osvobození vojáků a kdy byl umožněn průchod československých občanů, byl vydán příkaz ke stažení.

## Dohra
8. října 1938 město obsadila německá armáda a Český Krumlov se stal součástí Německa, přičemž přídomek Český byl odstraněn z názvu. Mnoho česky mluvících obyvatel opustilo s odstupujícími vojáky město, nicméně mnoho dalších ze smíšených manželství zůstalo. Je nutné podotknout, že po dobu okupace nejsou ve městě zdokumentovány útoky na české obyvatelstvo.
20. října pak do města dorazil Adolf Hitler. Jeho pobyt však příliš triumfální nebyl – i přes usilovné naléhání nacistů se s ním JUDr. Adolf Schwarzenberg odmítl setkat a zakázal mu vstup na krumlovský zámek.
Český Krumlov zůstal pod okupací nacistického Německa až do roku 1945, kdy jej osvobodila americká armáda.